# گدگا دی سانتوربانو
گدگا دی سانتوربانو (به ایتالیایی: Godega di Sant'Urbano) یک کومونه در ایتالیا است که در استان ترویزو واقع شده‌است. گدگا دی سانتوربانو ۲۴٫۳ کیلومتر مربع مساحت و ۶٬۰۴۵ نفر جمعیت دارد.

## خواهرخوانده
شهر L'Isle-en-Dodon خواهرخواندهٔ گدگا دی سانتوربانو هست.